# 四方客運
四方股份有限公司（英語：SF E-bus），通稱四方電巴、四方客運或四方巴士，為唐榮車輛科技轉投資的一家主要以低底盤電動巴士營運台中市市區公車的大眾運輸業者。2023年10月，該公司經營的多條台中市區公車爆發欠薪風波，並於同年10月31日起市公車路線不再發車。車輛也陸續被拍賣給拆解回收業者。

## 發展歷程
- 2015年5月13日：四方股份有限公司（四方客運）正式成立。
- 2016年3月23日：開始營運大台南公車77路，該路線成為公司成立後首條營運路線。
- 2016年4月30日：接手原台中客運營運的台中市公車354路，接駛後調整行駛動線至東海路思義教堂及文修停車場。
- 2016年7月1日：開始營運大台南公車77-1路「安平環線假日公車」路線。
- 2016年9月1日：接手原統聯客運營運的東海大學校園公車路線。
- 2017年6月20日：接手原全航客運營運的台中市公車352路，接駛後調整行駛動線至中科管理局。
- 2017年8月31日：開始營運台中市公車355路。
- 2018年7月1日：接手原府城客運營運的大台南公車17路，接駛後調整行駛動線至安平漁人碼頭並改編號為77-2路。
- 2018年12月1日：接手原巨業交通營運的台中市公車68路，接駛後調整主線行駛動線至坪頂。
- 2019年7月1日：開始營運台中市公車242路、248路。
- 2019年7月1日：大台南公車77-1路、77-2路兩條假日路線停駛，改由府城客運接駛營運。
- 2019年10月16日：開始營運台中市公車243路、922路。
- 2020年4月15日：台中市公車68路主線終點由原中臺科技大學改至新桃花源橋。
- 2020年8月17日：開始營運台中市公車249路。
- 2020年9月1日：台中市公車922路終點由原大坑9號步道改至中臺科技大學校區。
- 2020年11月16日：台中市公車242路起點由原五權車站改至捷運大慶站（建國北路）。
- 2021年5月1日：台中市公車242路終點由原一江橋改至吉星社區。
- 2021年5月10日：台中市公車354路返程由原文修停車場改為集福堂發車。
- 2021年6月21日：台中市公車355路部分班次延駛黎明中科路口。
- 2021年12月23日：開始營運台中市公車245路、365路。
- 2022年2月1日：台中市公車242路起點由原捷運大慶站（建國北路）改至高鐵臺中站。
- 2022年3月14日：台中市公車249路部分班次延駛朝陽科技大學。
- 2022年6月22日：開始營運台中市公車88路、綠4路。
- 2022年9月23日：停駛大台南公車77路，改由府城客運接駛營運[2]，同時亦退出大台南公車經營行列。
- 2023年4月15日：第一次拖欠薪資。
- 2023年7月1日：因應人力吃緊，大幅調整各路線發車時刻及班次。
- 2023年8月30日：因應人力不足，大幅縮減各路線發車時刻及班次。
- 2023年9月15日：第二次拖欠薪資。
- 2023年10月16日：第三次拖欠薪資。
- 2023年10月17日：因公司積欠多次薪水影響全體員工及市民權益，全體員工罷工[3]，市府交通局緊急協調其他公車業者代駛。
- 2023年10月27日：四方公司最後一日營運台中市公車
- 2023年10月31日：市公車司機全數離職，四方巴士在台中市市區公車營運生涯告一段落。
- 2023年11月8日：四方客運所屬之47輛公車已被銀行拖離[4]。
- 2023年11月30日：四方公司三名司機無償提供接駁服務至該日，該公司的客運業務亦宣告結束。[5]。
- 2024年2月16日：中鹿客運接駛台中市公車、88路、352路(含延)、355路（延駛已停駛）
- 2024年3月1日：全航客運接駛台中市公車249路(含延)、922路，台中客運接駛243路、245路(含繞)、248路。
- 2024年3月18日：統聯客運接駛台中市公車綠4路、242路、354路。
- 2024年5月1日：睿奕交通接駛東海大學校園公車路線。
- 2024年8月30日：中鹿客運接駛台中市公車68路。

## 過去營運路線

### 台中市公車
| 路線 | 營運區間                           | 經過站 | 備註                                                                                    |
| ---- | ---------------------------------- | --- | --------------------------------------------------------------------------------------- |
| 68   | 坪頂－中臺科技大學                 | 台中榮總、逢甲大學、東山高中、太原車站                                                                                     | 平日部分班次繞駛國安社區 部分班次延駛鹿寮國中、新桃花源橋 2024年8月30日起由中鹿客運接駛 |
| 88   | 國安社區（宜寧中學）－麗園公園     | 臺中榮總、東大附中、僑光科大、西苑高中、臺中中央公園、松竹路、興安路、太原車站、東山高中                                   | 2024年2月16日起由中鹿客運接駛                                                           |
| 242  | 高鐵臺中站－吉星社區               | 捷運烏日站、捷運九德站、捷運九張犁站、捷運大慶站、中山醫學大學、五權車站、臺中家商、臺中車站、新建國市場、長安醫院、一江橋 | 2024年3月18日起由統聯客運接駛                                                           |
| 243  | 東山高中－亞洲大學安藤館           | 太原車站、霧峰郵局、明台高中、亞大醫院                                                                                     | 2024年3月1日起由台中客運接駛                                                            |
| 245  | 亞大醫院－頂街(大肚運動公園)       | 成功車站、追分車站、新烏日車站、烏日林新醫院、烏日區公所、溪南國中、喀哩國小                                               | 部分班次繞駛大道國中 2024年3月1日起由台中客運接駛                                       |
| 248  | 新烏日車站－修平科技大學           | 青年中學、大里圖書館 | 2024年3月1日起由台中客運接駛                                                            |
| 249  | 臺中車站（民族路口）－修平科技大學 | 精武社區、勤益科技大學 | 部分班次延駛朝陽科技大學 2024年3月1日起由全航客運接駛                                   |
| 352  | 大肚－中科管理局                   | 向上路、宜寧高中 | 部分班次延駛中科實驗高中 2024年2月16日起由中鹿客運接駛                                  |
| 354  | 東海路思義教堂－文修停車場         | 台中榮總、宜寧高中、逢甲大學、僑光科技大學、西苑高中                                                                       | 返程自集福堂發車 2024年3月18日起由統聯客運接駛                                          |
| 355  | 臺中區監理所（遊園路）－西苑高中   | 自強新城、東海停車場、宜寧中學                                                                                             | 部分班次延駛黎明中科路口 2024年2月16日起由中鹿客運接駛                                  |
| 365  | 高鐵臺中站－國安社區（宜寧中學）   | 烏日啤酒廠、捷運豐樂公園站、捷運南屯站、捷運文心森林公園站、植物園、捷運市政府站、新光/遠百（專用道）、榮總北院            | 目前由台中客運代駛                                                                      |
| 922  | 北屯區行政大樓－中臺科技大學校區   | 松竹車站、捷運舊社站、大坑                                                                                                 | 部分班次延駛敦化公園 2024年3月1日起由全航客運接駛                                       |
| 綠4  | 宜寧中學（東大路）－捷運文心中清站 | 中臺灣電影中心、捷運文華高中站、捷運文心櫻花站、曉明女中                                                                   | 2024年3月18日起由統聯客運接駛                                                           |

### 東海大學校園接駁公車
|  |

|  |

|  |  |

|  |  |

|  |  |

|  |

|  |  |

|  |  |

|  |  |

|  |

|  |

|  |  |

|  |  |

|  |  |

|  |

|  |  |

|  |  |

|  |  |

|  |

|  |

|  |  |

|  |  |

|  |  |

|  |

|  |  |

|  |  |

|  |  |

|  |

|  |

|  |  |

|  |  |

|  |  |

|  |

|  |  |

|  |  |

|  |  |

|  |

|  |  |

|  |  |

|  |  |

|  |

|  |

|  |  |

|  |  |

|  |  |

|  |

|  |  |

|  |  |

|  |  |

|  |

|  |

|  |  |

|  |  |

|  |  |

|  |

|  |  |

|  |  |

|  |  |

|  |

|  |

|  |  |

|  |  |

|  |  |

|  |

|  |  |

|  |  |

|  |  |

|  |

|  |

|  |  |

|  |  |

|  |  |

### 大台南公車
| 路線       | 營運區間                     | 經過站                                     | 備註                                                                                      |
| ---------- | ---------------------------- | ------------------------------------------ | ----------------------------------------------------------------------------------------- |
| 77         | 原住民文化會館－南紡購物中心 | 臺南市政府、赤崁樓、香格里拉飯店、成功大學 | 2022年9月23日起由府城客運代駛 2023年4月10日起由漢程客運代駛 2025年1月15日起由巨業交通接駛 |
| 77-1       | 安平漁人碼頭－安平漁人碼頭   | 安平古堡、德記洋行、安平樹屋               | 2019年7月1日起由府城客運接駛 2022年12月31日起停駛                                         |
| 77-2       | 安平漁人碼頭－興達港觀光魚市 | 億載金城、黃金海岸                         | 2019年7月1日起由府城客運接駛 2022年12月31日起停駛                                         |
| 77-2區間車 | 安平漁人碼頭－親水公園       | 億載金城、漁光島、黃金海岸                 | 2019年7月1日起由府城客運接駛 2022年12月31日起停駛                                         |

## 外部連結
- 四方電巴（页面存档备份，存于）